# Leucospermum muirii
Leucospermum muirii es una especie de árbol   perteneciente a la familia  Proteaceae. Es originaria de Sudáfrica.

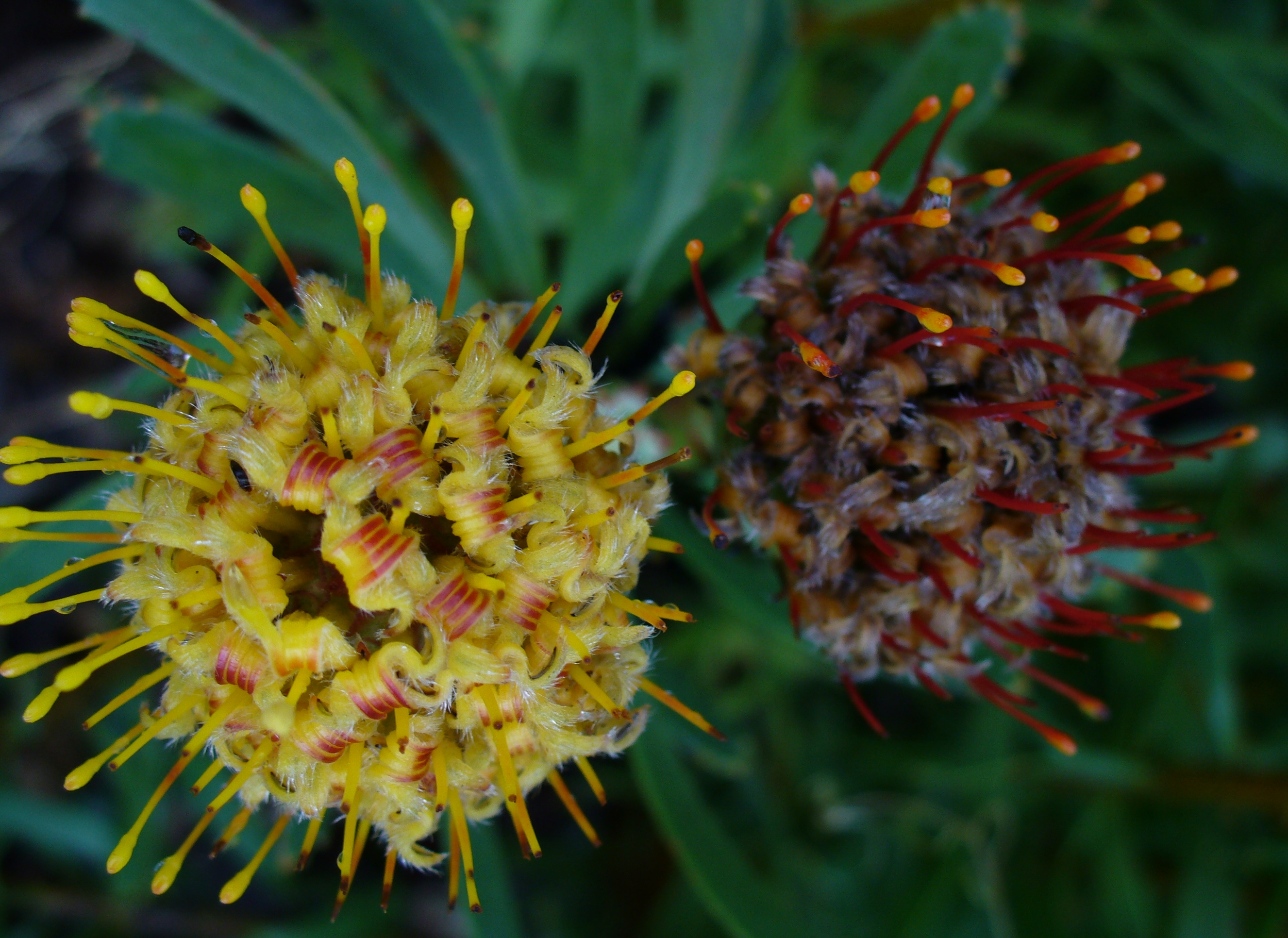
Detalle de las flores

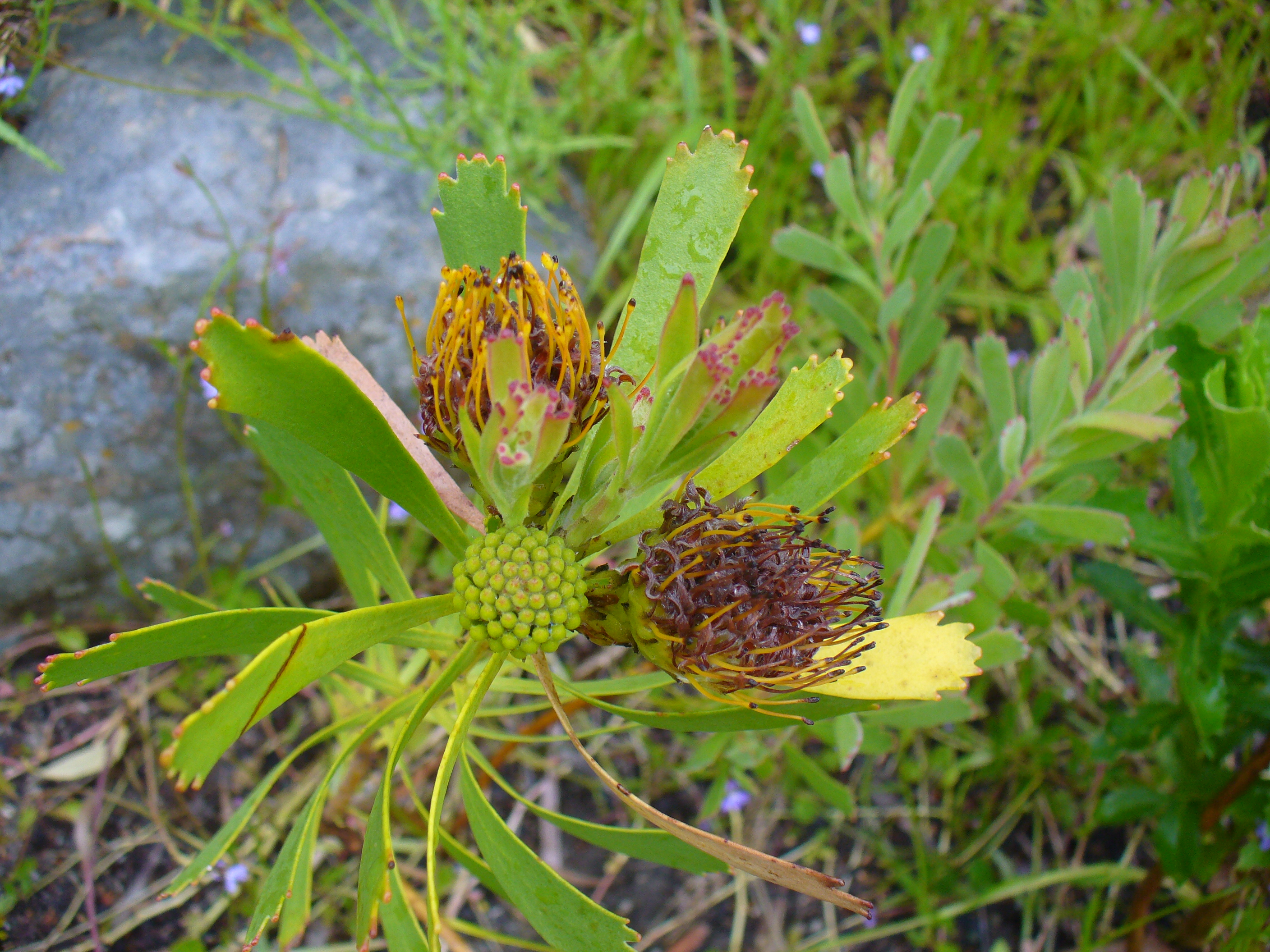
Detalle de las hojas en forma de cuña

## Descripción
Leucospermum muirii es un arbusto perennifolio, que alcanza un tamaño de hasta 1,5 m de altura. La planta crece a partir de un solo tallo en la base con ramas laterales que llevan en forma de cuña a hojas lineales. Las hojas son de un color gris-verde. Las flores amarillas se encuentra en una inflorescencia de hasta cuatro flores. Cuando las flores maduran, se vuelven de color naranja. El período de floración es de julio a octubre. Las plantas tienen un fruto en forma de nuez con semillas que son liberadas de 1 a 2 meses después de la floración. El arbusto tiene una velocidad media de crecimiento y pueden vivir durante muchos años bajo condiciones correctas y bien drenados.

## Estado de conservación
Leucospermum muirii se coloca en la categoría de amenaza en peligro de extinción (EN). Su situación mundial se ha registrado como rara (R). La pérdida de hábitat por el desarrollo costero y la agricultura son las principales causas de este estado.

## Distribución y hábitat
Leucospermum muirii se encuentra en la Provincia del Cabo Occidental y es una especie se produce en la piedra caliza y que crece a lo largo de la costa oriental. Ocurre en la arena blanca terciaria de la región de Agulhas Plain en altitudes de 90-250 m. Las plantas, por lo general, se encuentran en pequeños grupos, pero densos. La distribución es bastante limitada desde  Albertinia de Melkhoutfontein y la Bahía de Still.

## Ecología
Las flores son polinizadas por las aves. Una vez que las semillas están maduras, quedan libres de inmediato. Las hormigas recogen las semillas y las almacenan bajo tierra en sus nidos. Durante un incendio, las plantas madres pueden morir y entonces estas semillas almacenadas  germinan para reponer la población.

## Taxonomía
Leucospermum muirii fue descrita por  Edwin Percy Phillips y publicado en Kew Bulletin 1910, 332.
Etimología
El género Leucospermum deriva de las palabras griegas leukos que significa blanco, y de spermum =  semilla, en referencia a las semillas blancas o de color claro de muchas especies. Las semillas son en realidad de color negro, pero están recubiertas con una piel blanca carnosa (eleosoma).